# Transtorno externalizante
Os transtornos externalizantes são transtornos mentais caracterizados por comportamentos externalizantes, ou seja, comportamentos não adaptativos direcionados ao ambiente de um indivíduo, que causam prejuízo ou interferência no funcionamento da vida. 
Em contraste com indivíduos com transtornos internalizantes que internalizam (mantém dentro) suas emoções e cognições desadaptativas, tais sentimentos e pensamentos são exteriorizados (manifestados fora) no comportamento de indivíduos com transtornos externalizantes. Os transtornos externalizantes são frequentemente referidos especificamente como transtornos de comportamento disruptivo (transtorno de déficit de atenção/hiperatividade, transtorno desafiador opositivo e transtorno de conduta) ou problemas de conduta que ocorrem na infância. Os distúrbios externalizantes, no entanto, também se manifestam na idade adulta. 
Por exemplo, transtornos relacionados a álcool e substâncias e transtorno de personalidade antissocial são transtornos externalizantes de adultos. A psicopatologia externalizante está associada ao comportamento antissocial, que é diferente e muitas vezes confundido com a associalidade.

## Sinais e sintomas
Os transtornos externalizantes geralmente envolvem problemas de desregulação emocional e impulsividade que se manifestam como comportamento antissocial e agressão em oposição à autoridade, às normas sociais e, muitas vezes, violam os direitos dos outros. Alguns exemplos de sintomas de transtornos externalizantes incluem perder a calma facilmente, agressão verbal excessiva, agressão física a pessoas e animais, destruição de propriedade, roubo e incêndio deliberado. Tal como acontece com todos os transtornos mentais do DSM-5, um indivíduo deve ter comprometimento funcional em pelo menos um domínio (por exemplo, acadêmico, ocupacional, relações sociais ou funcionamento familiar) para atender aos critérios diagnósticos para um transtorno externalizante. Além disso, os sintomas de um indivíduo devem ser atípicos para seu contexto cultural e ambiental e as condições médicas físicas devem ser descartadas antes que um diagnóstico de transtorno externalizante seja considerado. Os diagnósticos devem ser feitos por profissionais de saúde mental qualificados. As classificações do DSM-5 de transtornos externalizantes estão listadas aqui, no entanto, a CID-10 também pode ser usada para classificar transtornos externalizantes. Critérios mais específicos e exemplos de sintomas para vários transtornos externalizantes podem ser encontrados no DSM-5.

### Classificação no DSM-5
Não há critérios específicos para "comportamento externalizante" ou "transtornos externalizantes". Assim, não há uma classificação clara do que constitui um transtorno externalizante no DSM-5. Transtorno de déficit de atenção/hiperatividade (TDAH), transtorno desafiador opositivo (TDO), transtorno de conduta (DC), transtorno de personalidade antissocial (ASPD), piromania, cleptomania, transtorno explosivo intermitente (IED) e transtornos relacionados a substâncias são frequentemente referidos como distúrbios externalizantes. O transtorno disruptivo da desregulação do humor também foi postulado como um transtorno externalizante, mas pouca pesquisa o examinou e validou até o momento, devido à sua recente adição ao DSM-5 e, portanto, não é incluído aqui.

#### Transtorno de déficit de atenção/hiperatividade
Os sintomas de desatenção de TDAH incluem: "muitas vezes não presta atenção a detalhes ou comete erros por descuido nos trabalhos escolares, no trabalho ou durante outras atividades", "muitas vezes tem dificuldade em manter a atenção em tarefas ou atividades lúdicas", "muitas vezes parece não ouvir quando falado diretamente", "muitas vezes não segue as instruções e não termina os trabalhos escolares, tarefas ou deveres no local de trabalho", "muitas vezes tem dificuldade em organizar tarefas e atividades", "muitas vezes evita, não gosta ou reluta em se envolver em tarefas que exigem esforço mental sustentado", "muitas vezes perde coisas necessárias para tarefas ou atividades", "muitas vezes é facilmente distraído por estímulos estranhos (para adolescentes e adultos mais velhos, pode incluir pensamentos não relacionados)" e "muitas vezes é esquecido nas atividades diárias."
Para atender aos critérios para um diagnóstico de TDAH, um indivíduo deve ter pelo menos seis sintomas de desatenção e/ou hiperatividade/impulsividade, ter início de vários sintomas antes dos 12 anos de idade, ter sintomas presentes em pelo menos dois contextos, ter deficiências em decorrência dos sintomas e apresentam sintomas que não são melhor explicados por outro transtorno mental.

#### Transtorno desafiador opositivo
Os sintomas de TDO incluem: "muitas vezes perde a paciência", "muitas vezes é suscetível ou facilmente irritado", "muitas vezes fica zangado e ressentido", "muitas vezes discute com figuras de autoridade, ou por crianças e adolescentes, com adultos", "muitas vezes desafia ou se recusa ativamente para atender a solicitações de figuras de autoridade ou com regras", "muitas vezes incomoda deliberadamente os outros" e "muitas vezes culpa os outros por seus erros ou mau comportamento". Para receber um diagnóstico de TDO, os indivíduos devem ter pelo menos quatro sintomas de cima durante ao menos seis meses (a maioria dos dias para jovens com menos de cinco anos) com pelo menos um indivíduo que não seja irmão, o que causa comprometimento em pelo menos um contexto. A exclusão para um diagnóstico inclui sintomas que ocorrem simultaneamente durante um episódio de outro transtorno.

#### Transtorno de conduta
Os sintomas da DC incluem "muitas vezes acossa, ameaça ou intimida os outros", "muitas vezes inicia brigas físicas", "usou uma arma que pode causar sérios danos físicos a outras pessoas", "foi fisicamente cruel com as pessoas", "foi fisicamente cruel a animais", "roubou ao confrontar uma vítima", "obrigou alguém a ter atividade sexual", "se envolveu deliberadamente em atear fogo com a intenção de causar danos graves", "destruiu deliberadamente a propriedade de outros (exceto por fogo ambiente)," "invadiu a casa, prédio ou carro de outra pessoa", "muitas vezes mente para obter bens ou favores ou para evitar obrigações", "roubou itens de valor não trivial sem confrontar a vítima", "muitas vezes fica fora de noite apesar das proibições dos pais, começando antes dos 13 anos de idade", "fugiu de casa durante a noite pelo menos duas vezes enquanto morava na casa dos pais ou na casa de aluguel dos pais, ou uma vez sem retornar por um longo período" e "frequentemente falta à escola, início antes dos 13 anos ." Para receber um diagnóstico de DC, os indivíduos devem ter três desses sintomas por pelo menos um ano, pelo menos dois sintomas por pelo menos seis meses, estar prejudicado em pelo menos um cenário e não ter um diagnóstico de transtorno de personalidade antissocial se tiver 18 anos ou mais.

#### Transtorno de personalidade antissocial
Os sintomas de transtorno de personalidade antissocial incluem: "falha em conformidade com as normas sociais em relação a comportamentos legais, conforme indicado pela execução repetida de atos que são motivo de prisão", "falsidade, conforme indicado por mentiras repetidas, uso de pseudônimos ou enganar outros para lucro pessoal ou prazer", "impulsividade ou falha em planejar com antecedência", "irritabilidade e agressividade, como indicado por repetidas brigas físicas ou agressões", "desrespeito imprudente pela segurança de si mesmo ou dos outros", "irresponsabilidade consistente, indicada por repetidos fracassos em manter comportamento de trabalho ou honrar obrigações financeiras" e "falta de remorso, como indicado por ser indiferente ou racionalizar ter ferido, maltratado ou roubado de outra pessoa". Para atender aos critérios diagnósticos para ASPD, um indivíduo deve ter "um padrão generalizado de desrespeito e violação dos direitos dos outros, ocorrendo desde os 15 anos de idade", três ou mais dos sintomas acima, ter pelo menos 18 anos de idade, apresentar transtorno de conduta antes dos 15 anos e não apresentar comportamento antissocial exclusivamente durante episódios de esquizofrenia ou transtorno bipolar.

### Comorbidade
Os transtornos externalizantes são frequentemente comórbidos ou co-ocorrentes com outros transtornos. Indivíduos que têm a coocorrência de mais de um transtorno externalizante têm comorbidade homotípica, enquanto indivíduos que têm transtornos externalizantes e internalizantes concomitantes têm comorbidade heterotípica. Não é incomum que crianças com problemas de externalização precoces desenvolvam tanto problemas de internalização quanto de externalização ao longo da vida. Além disso, a interação complexa entre sintomas externalizantes e internalizantes ao longo do desenvolvimento pode explicar a associação entre esses problemas e outros comportamentos de risco, que normalmente se iniciam na adolescência (como comportamentos antissociais e uso de substâncias).

## Traços psicopáticos
Indivíduos com traços psicopáticos, incluindo traços insensíveis-não emocionais (CU), representam um grupo fenomenologicamente e etiologicamente distinto com graves problemas de externalização. Traços psicopáticos foram medidos em crianças a partir dos dois anos de idade, são moderadamente estáveis, são hereditários, e associados a afetividade atípica, cognitiva, personalidade e características sociais. Indivíduos com traços psicopáticos correm o risco de responder mal ao tratamento, no entanto, alguns dados sugerem que as intervenções de treinamento de gerenciamento de pais para jovens com traços psicopáticos no início do desenvolvimento podem ser promissoras.

## Tratamento
Apesar das iniciativas recentes para estudar a psicopatologia em dimensões de comportamento e índices neurobiológicos, o que ajudaria a refinar uma imagem mais clara do desenvolvimento e tratamento de transtornos externalizantes, a maioria das pesquisas examinou transtornos mentais específicos. Assim, as melhores práticas para muitos transtornos externalizantes são específicas ao transtorno. Por exemplo, os próprios transtornos por uso de substâncias são muito heterogêneos e seu tratamento mais bem evidenciado geralmente inclui terapia cognitivo-comportamental, entrevista motivacional e um componente de tratamento de desintoxicação ou medicação psicotrópica específica para transtorno de substância. O tratamento mais comprovado para a conduta infantil e problemas de externalização de forma mais ampla, incluindo jovens com TDAH, TDO e DC, é o treinamento de gerenciamento dos pais, uma forma de terapia cognitivo-comportamental. Além disso, indivíduos com TDAH, tanto jovens quanto adultos, são frequentemente tratados com medicamentos estimulantes (ou medicamentos psicotrópicos alternativos), especialmente se a psicoterapia isolada não tiver sido eficaz no controle dos sintomas e do comprometimento. Intervenções de psicoterapia e medicação para indivíduos com formas adultas graves de comportamento antissocial, como transtorno de personalidade antissocial, têm sido ineficazes. A psicopatologia comórbida de um indivíduo também pode influenciar o curso do tratamento de um indivíduo.